# Liste der Monuments historiques in Lanhouarneau
Die Liste der Monuments historiques in Lanhouarneau führt die Monuments historiques in der französischen Gemeinde Lanhouarneau auf.

## Liste der Bauwerke
| Bezeichnung                  | Beschreibung | Standort           | Kennzeichnung | Schutzstatus | Datum | Bild           |
| ---------------------------- | ------------ | ------------------ | ------------- | ------------ | ----- | -------------- |
| Kirche St-Hervé und Beinhaus |              | Grand Place (Lage) | PA00090054    | Inscrit      | 1925  | weitere Bilder |

## Liste der Objekte
- Monuments historiques (Objekte) in Lanhouarneau in der Base Palissy des französischen Kultusministeriums